# العراقي (الشرقية)
قرية العراقي هي إحدى القرى التابعة لمركز أبو حماد في محافظة الشرقية في جمهورية مصر العربية. حسب إحصاءات سنة 2006، بلغ إجمالي السكان في العراقي 6705 نسمة، منهم 3352 رجل و3353 امرأة.